# Postcards from a Young Man
Postcards from a Young Man es el décimo álbum de estudio de la banda de rock alternativo Manic Street Preachers. Los Manics empezaron a grabar el álbum (provisionalmente titulado It's Not War - Just the End of Love) en octubre de 2009 en su Faster Studio en Cardiff. Sacado a la venta el 20 de septiembre de 2010, el álbum tuvo el apoyo de la gira de los Manics más vasta del Reino Unido hasta la fecha. James Dean Bradfield y Nicky Wire se han referido ambos al álbum como "un último disparo a la comunicación de masas".

## Lista de canciones
Todas las canciones del disco están escritas por Nicky Wire, bajista del grupo; con música de James Dean Bradfield (vocalista y guitarrista) y Sean Moore (baterista).
| N.º | Título                                         | Duración |  |
| 1.  | «(It's Not War) Just the End of Love»          | 3:27     |  |
| 2.  | «Postcards from a Young Man»                   | 3:39     |  |
| 3.  | «Some Kind of Nothingness (con Ian McCulloch)» | 3:52     |  |
| 4.  | «The Descent (Pages 1 & 2)»                    | 3:30     |  |
| 5.  | «Hazelton Avenu»                               | 3:27     |  |
| 6.  | «Auto-Intoxication»                            | 3:52     |  |
| 7.  | «Golden Platitudes»                            | 4:28     |  |
| 8.  | «I Think I Found It»                           | 3:10     |  |
| 9.  | «A Billion Balconies Facing the Sun»           | 3:43     |  |
| 10. | «All We Make Is Entertainment»                 | 4:18     |  |
| 11. | «The Future Has Been Here 4 Ever»              | 3:42     |  |
| 12. | «Don't Be Evil»                                | 3:18     |  |